# World Series of Video Games
Die World Series of Video Games (WSVG) war eine globale E-Sport-Turnierserie. Sie wurde im Jahr 2006 als inoffizieller Nachfolger der CPL World Tour gegründet, da sie ebenso von Intel gesponsert wurde und viele der ehemaligen CPL-Mitarbeiter an ihr mitwirkten. Ausrichter war das Unternehmen Games Media Properties. Die zweite World Series of Video Games im Jahr 2007 wurde während der laufenden Saison abgebrochen, am 12. September wurde das Ende der WSVG bekanntgegeben.

## 2006
In der ersten Saison waren Counter-Strike, Warcraft III und Quake 4 die Hauptdisziplinen, zudem gab es in Nordamerika auch Turniere in den Xbox-Spielen Project Gotham Racing 3, Ghost Recon: Advanced Warfighter und Halo 2. Das Gesamtpreisgeld betrug 750.000 US-Dollar. Es gab insgesamt fünf Stops und eine Finalveranstaltung.

### Veranstaltungen
| World Series of Video Games 2006 | World Series of Video Games 2006 | World Series of Video Games 2006     | World Series of Video Games 2006 |
| Datum                            | Name                             | Ort                                  |                                  |
| -------------------------------- | -------------------------------- | ------------------------------------ | -------------------------------- |
| 15.–18. Juni                     | Louisville, USA                  | WSVG Lanwar 2006                     |                                  |
| 17.–19. Juni                     | Jönköping, Schweden              | WSVG Dreamhack Summer 2006           |                                  |
| 5.–9. Juli                       | Grapevine, USA                   | WSVG Intel Summer Championships 2006 |                                  |
| 7.–9. September                  | Chengdu, China                   | WSVG China 2006                      |                                  |
| 13.–15. Oktober                  | London, Vereinigtes Königreich   | WSVG UK 2006                         |                                  |
| 9.–11. Dezember                  | New York City, USA               | WSVG Finals 2006                     |                                  |

### Gewinner
| World Series of Video Games Finals 2006 | World Series of Video Games Finals 2006 | World Series of Video Games Finals 2006 | World Series of Video Games Finals 2006 |
| Disziplin                               | Sieger                                  | Zweiter                                 | Dritter                                 |
| --------------------------------------- | --------------------------------------- | --------------------------------------- | --------------------------------------- |
| Counter-Strike                          | Alternate aTTaX                         | Team 3D                                 | fnatic                                  |
| Warcraft III                            | Manuel „Grubby“ Schenkhuizen            | Chun „Sweet“ Jung Hee                   | Cho „FoV“ Dae Hui                       |
| Quake 4                                 | Johan „toxic“ Quick                     | Johnathan „Fatal1ty“ Wendel             | Jason „socrates_“ Sylka                 |

## 2007
2007 wurde erneut eine World Series of Video Games angekündigt. Als Disziplinen wurden Quake 4, Fight Night Round 3, Guitar Hero II und World of Warcraft ausgewählt. Die Spielauswahl stieß vielerorts auf Verwunderung. Die neuen WSVG-Turniere fanden im E-Sport nur wenig Beachtung, es wurde fast ausschließlich über Quake 4 und die Nebenturniere berichtet. 
Am 12. September 2007, nach drei abgeschlossenen Veranstaltungen, wurde der Abbruch der World Series of Video Games 2007 bekanntgegeben. Games Media Properties gab an, die Ausrichtung der Turnierserie sei nicht rentabel genug gewesen.

### Veranstaltungen
| World Series of Video Games 2007 | World Series of Video Games 2007 | World Series of Video Games 2007 | World Series of Video Games 2007 |
| Datum                            | Name                             | Ort                              |                                  |
| -------------------------------- | -------------------------------- | -------------------------------- | -------------------------------- |
| 1.–3. Mai                        | Wuhan, China                     | WSVG China 2007                  |                                  |
| 21.–24. Juni                     | Louisville, USA                  | WSVG Lanwar 2007                 |                                  |
| 5.–8. Juli                       | Grapevine, USA                   | WSVG Summer Championships 2007   |                                  |
| 23.–26. August                   | Toronto, Kanada                  | WSVG Toronto 2007                |                                  |
| 18.–21. Oktober                  | Los Angeles, USA                 | WSVG E for All 2007 (abgesagt)   |                                  |
| 16.–18. November                 | London, Vereinigtes Königreich   | WSVG London 2007 (abgesagt)      |                                  |
| 29. Nov.–2. Dez.                 | Jönköping, Schweden              | WSVG Finals 2007 (abgesagt)      |                                  |